# Zoran Filipović
Zoran Filipović - cirílico: Зоран Филиповић (Podgorica, então Titogrado, 6 de Fevereiro de 1953) é um ex-futebolista de grande sucesso nas décadas de 1970 e 1980 na Estrela Vermelha de Belgrado e no SL Benfica. Actualmente é treinador de futebol.